# Teatro de Câmara Túlio Piva

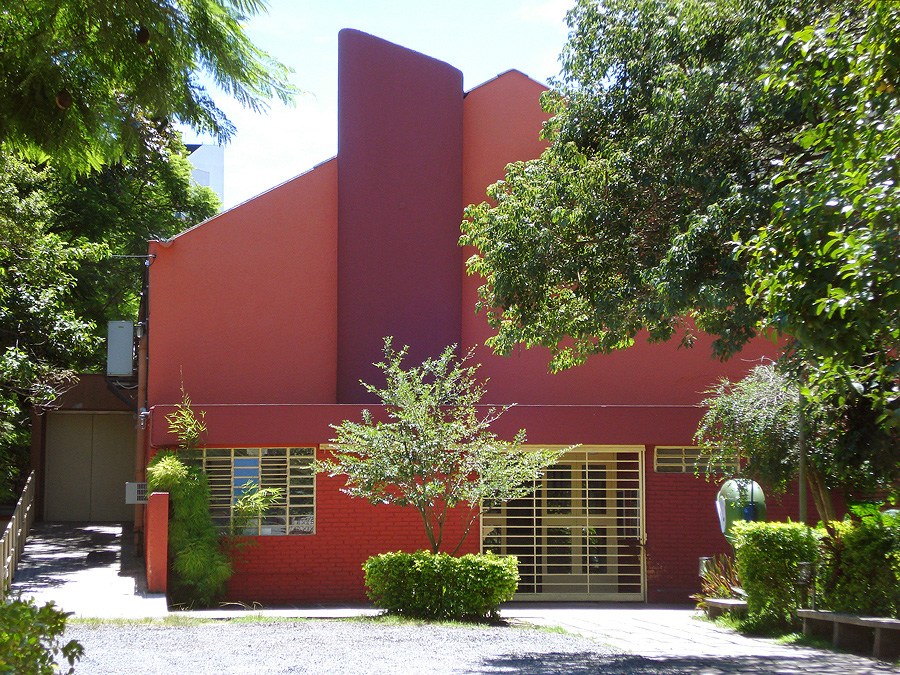
Fachada do teatro

O Teatro de Câmara Túlio Piva é um pequeno teatro da cidade de Porto Alegre, localizado na Rua da República 575, no bairro da Cidade Baixa.
O Teatro de Câmara foi criado em 1970 como o primeiro teatro administrado pela municipalidade, sendo instalado provisoriamente no prédio de um antigo depósito de automóveis, que futuramente deveria ser demolido para dar lugar à abertura de uma avenida. Com a alteração no Plano Diretor da cidade o teatro acabou permanecendo ali definitivamente, sendo reformado e reinaugurado em 1999 já com sua denominação atual, que homenageia o conhecido músico gaúcho Túlio Piva. Novamente reformado em 2005 com a instalação de diversos melhoramentos, foi reaberto ao público em março de 2006.
Seu espaço possui uma área de 750m², com um palco italiano, uma platéia de 210 lugares, uma boca de cena com 7,78 m de largura por 4,50 m de altura e profundidade de 7,28 m, além de três camarins e cabine de som e luz. Além de suas apresentações teatrais o teatro mantém um programa de cursos, palestras e visitas guiadas.
Em 2014, foi novamente fechado para reformas.